# Karon (miasto)
Karon (tadż. Карон) lub Kalai kuhna (tadż. Қалъаи кӯҳна) – starożytne miasto, obecnie stanowisko archeologiczne położone na terenie dystryktu Dawroz (Górskobadachszański Wilajet Autonomiczny, Tadżykistan), przy granicy z Afganistanem. W języku pahlawi nazwa miasta oznaczała miejsce położone wysoko. Miejscowość znajdowała się na wysokości ponad 2000 m nad poziomem morza i miała powierzchnię około 100 hektarów (1 km²).

## Architektura i infrastruktura
W Karonie wznoszone były dwupiętrowe budynki. Miasto składało się z czterech części, z czego w centralnej znajdował się plac z kamiennym stojakiem na księgi zaratusztriańskie, który był najstarszym na świecie obiektem tego typu. Natomiast w północno-zachodniej części funkcjonowała świątynia ognia z pięcioma kopułami. Poza zaratusztrianizmem mieszkańcy Karonu praktykowali również mitraizm.
W Karonie działała kanalizacja oraz system zaopatrzenia w wodę. Istniało również boisko do gry w polo; miało ono wymiary 300 m na 50 m i mogło pomieścić ponad 10 tys. widzów. Rozwinęła się produkcja glinianych fajek.

## Historia
Najstarsze zabudowania znalezione w Karonie pochodzą z II tysiąclecia przed naszą erą.
Pierwsza wzmianka o mieście pochodzi z IX wieku, wspomniał o nim Ibn Chordadbeh w Księdze dróg i królestw. Do X wieku w mieście praktykowany był zaratusztrianizm, natomiast w XII i XIII wieku miała miejsce islamizacja. Podczas muzułmańskich świąt religijnych znajdujący się na placu kamienny stojak służył do umieszczania na nim Koranu.
Miasto przestało istnieć w XV wieku prawdopodobnie z powodu wyczerpania zasobów wodnych w okolicy.

### Prace archeologiczne
W 2013 roku na terenie miasta rozpoczęły się prace archeologiczne prowadzone przez Instytut Historii, Archeologii i Etnografii Tadżyckiej Akademii Nauk.
Badania archeologiczne wykazały, że znajdujące się w mieście budynki były zbudowane z cegieł, jako budulca używano również łupka. Wśród odkrytych przedmiotów oraz budowli znalazły się między innymi malowidła, wieża milczenia, wiatrak, egzemplarz Awesty, płytki ceramiczne oraz miedziane monety z VI i VIII wieku.